# Barnes Compton
Barnes Compton (ur. 16 listopada 1830, zm. 4 grudnia 1898) – amerykański polityk związany z Partią Demokratyczną. W dwóch różnych okresach, najpierw w latach 1885–1889 i ponownie w latach 1891–1894, był przedstawicielem piątego okręgu wyborczego w stanie Maryland w Izbie Reprezentantów Stanów Zjednoczonych.